# Rosemary Climbs the Heights
Rosemary Climbs the Heights er en amerikansk stumfilm fra 1918 af Lloyd Ingraham.

## Medvirkende
- Mary Miles Minter - Rosemary Van Voort
- Allan Forrest - Ricardo Fitzmaurice
- Margaret Shelby - Wanda Held
- Charlotte Mineau - Thamar Fedoreska
- George Periolat - Godfrey Van Voort